# リー・ルヴィジ
リー・ルヴィジ（Lee Luvisi, 1937年12月12日 - ）は、アメリカのピアノ奏者。
ルイビルの生まれ。地元でイシドール・フィリップ門下のドワイト・アンダーソンにピアノを師事し、14歳でカーティス音楽院に進学した。カーティス音楽院ではルドルフ・ゼルキンとミェチスワフ・ホルショフスキの薫陶を受けて1957年に卒業し、同年カーネギー・ホールでデビューしている。1960年にはエリザベート王妃国際音楽コンクールに出場して第三位に入賞した。1963年から2001年までルイビル大学のアーティスト・イン・レジデンスを務めた。